# Жеро IV (граф Арманьяк)
Жеро IV Подібний Леву (фр. Géraud IV Trancaléon; д/н — 1215) — 8-й граф Арманьяк і Фезансак в 1193—1215 роках.

## Життєпис
Походив з Дому Арманьяк. Старший син Бернара IV, графа Арманьяк і Фезансак, та Етьєнетти де Ла Барт. Народився ймовірно 1170 року. 1188 року отримав від батька управління графствами Арманьяк і Фезансак.
1193 року після смерті батька успадкував усі володіння. До 1199 року брав участь у бойових діях проти Франції та її союзників на боці Англії. Потім брав участь у Реконкісті у війську Наваррського королівства. За звитягу отримав своє прізвисько.
1204 року став свідком угоди між Віцаном II, віконтом де Ломань (стриєчним братом), та Раймундом VI, графом Тулузи. Сам Жеро IV мав союзницькі стосунки з останнім. Не протидіяв катарам, що поширювалися в Гасконі. За декілька років до смерті всиновив стриєчного небожа Жеро, який після смерті 1215 року Жеро IV успадкував Арманьяк і Фезансак.